# Meine Ehre heißt Treue

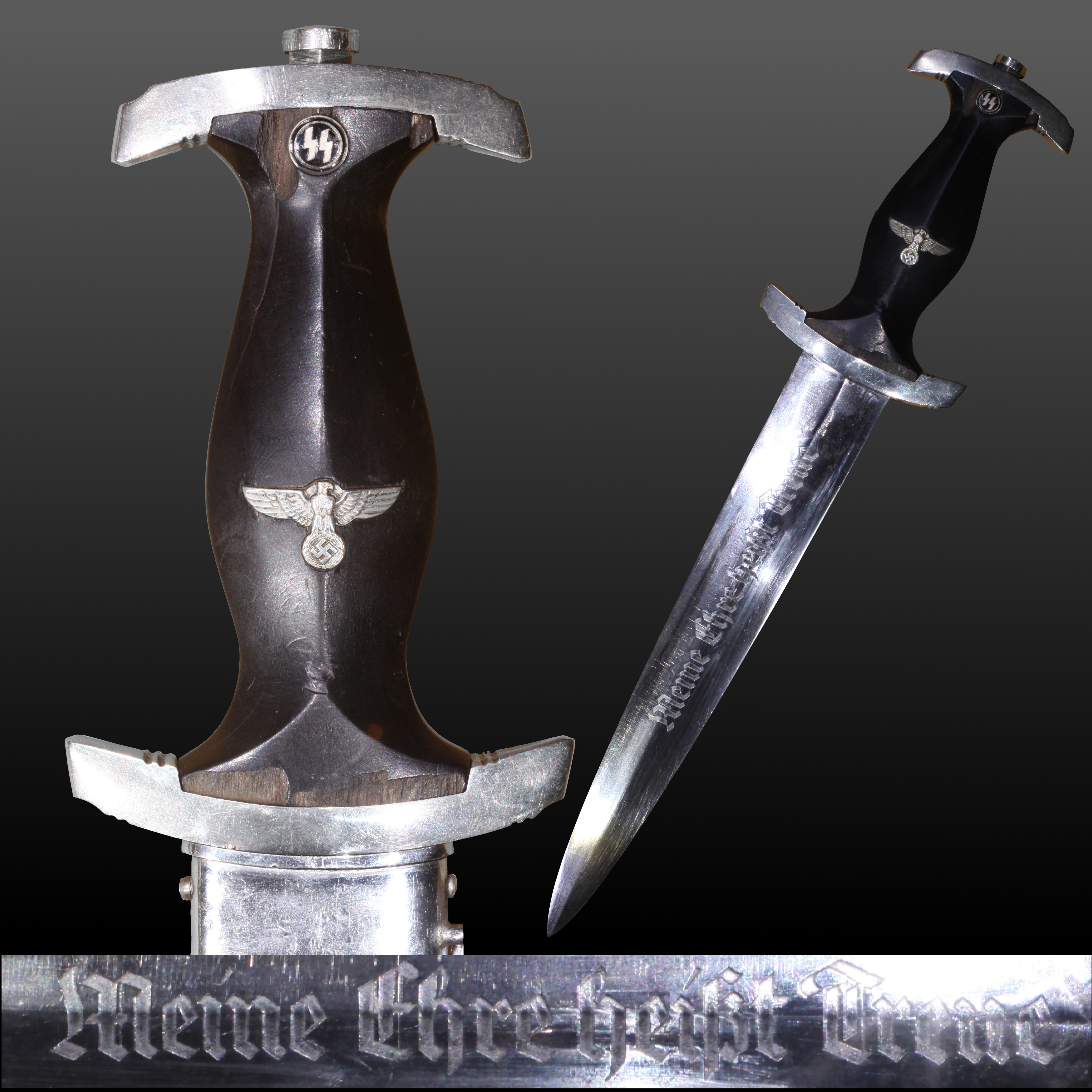
кинджал СС (колекція Paul Regnier, Лозанна). Девіз Meine Ehre heißt Treue написано на лезі.

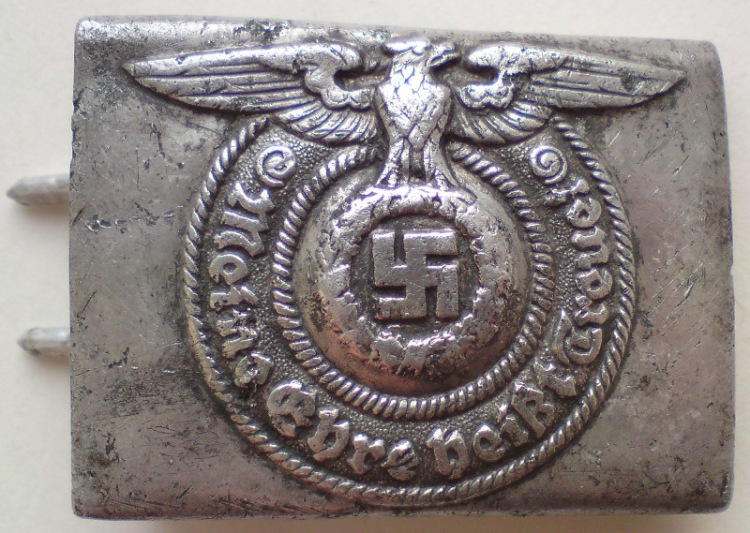
Пряжка військ СС

Meine Ehre heißt Treue! (з німецької: Моя Честь називається Вірність (інший можливий переклад Вірність — моя честь), девіз на клинках кинджалів СС (нім. SS Dienstdolch) та на пряжках ременів солдатів та офіцерів військ СС (на відміну від СС, у Вермахті на солдатських пряжках був девіз «Gott mit uns», а у Люфтваффе ніяких девізів на пряжках не було. Цей девіз СС або його модифікації переслідуються за законом у деяких країнах: в Німеччині — кримінальним уложенням (§ 86a StGB «використання знаків неконституційних організацій»), а в Австрії - Законом про заборону від 1947 року.

## Історія
Девіз походить від вислову Гітлера 1931 року «Есесівець, твоя честь називається вірність» (нім. SS-Mann, deine Ehre heißt Treue).
Подібний вираз існував у німецькій мові ще раніше і означав, що честь слуги полягає у вірності хазяїну. Так, у 1903 році Фелікс Дан писав:

І у васала є честь — вона називається вірність
Оригінальний текст (нім.)
Auch der Gasinde hat seine Ehre — sie heißt die Treue